# Prosheliomyia nietneri
Prosheliomyia nietneri är en tvåvingeart som beskrevs av Brauer och Julius Edler von Bergenstamm 1891. Prosheliomyia nietneri ingår i släktet Prosheliomyia och familjen parasitflugor.
Artens utbredningsområde är Sri Lanka. Inga underarter finns listade i Catalogue of Life.